# 23년

## 연호
- 신(新) 지황(地皇) 4년
- 현한(玄漢) 경시(更始) 원년

## 기년
- 신(新) 왕망(王莽) 16년
- 현한(玄漢) 경시제(更始帝) 원년
- 신라(新羅) 남해 차차웅(南解次次雄) 20년
- 고구려(高句麗) 대무신왕(大武神王) 6년
- 백제(百濟) 온조왕(溫祚王) 41년

## 사건
- 신나라가 멸망함.